# Auguste Neyen
Auguste Neyen, né le 12 août 1809 à Luxembourg-Ville (Luxembourg), alors chef-lieu du département des Forêts, et mort le 1er décembre 1882 à Wiltz (Luxembourg), est un médecin et historien luxembourgeois.
Il est l'un des membres fondateurs de la Société pour la recherche et la conservation des monuments historiques dans le Grand-Duché de Luxembourg en 1845, société qui deviendra plus tard, en 1868, la Section des sciences historiques de l'Institut Grand-ducal.
Auguste Neyen est surtout connu pour sa monumentale Biographie luxembourgeoise. Histoire des hommes distingués originaires de ce pays considéré à l'époque de sa plus grande étendue ou qui se sont rendus remarquables pendant le séjour qu'ils y ont fait, publiée à Luxembourg en trois volumes (1860, 1861 et 1876 ; rééditée en 1972-1973).